# Rosamunde Pilcher
Rosamunde Pilcher, née Rosamunde Scott le 22 septembre 1924 à Lelant, Cornouailles (Royaume-Uni) et morte le 6 février 2019 à Dundee en Écosse,, est une écrivaine britannique de romans d'amour et de romans sentimentaux depuis 1949.

## Biographie
Rosamunde Pilcher est la fille d'Helen et Charles Scott, un commandant britannique. Juste avant sa naissance, son père a été muté en Birmanie tandis que sa mère est restée en Angleterre.
Rosamunde Pilcher passe son enfance en Cornouailles. Dès le début de la Seconde Guerre mondiale, elle interrompt ses études et s'engage dans le corps des auxiliaires féminines de la Marine. Affectée à Ceylan, elle y écrit à 18 ans sa première nouvelle, qui est publiée dans un magazine.
En 1946, elle s'installe en Écosse, dont son mari est originaire. Tout en élevant ses quatre enfants, elle ne cesse d'écrire. Ses premiers romans paraissent sous le pseudonyme Jane Fraser. À partir de 1955, elle abandonne progressivement ce pseudonyme pour publier sous la signature Rosamunde Pilcher.
Ce n'est qu'en 1988 que lui vient la consécration avec la publication de Pêcheurs de coquillages (The Shell Seekers), suivi notamment de Retour en Cornouailles (Coming Home, 1995).
L'édition française du recueil de nouvelles Retour au pays, parue en 1997, réunit les recueils originaux anglais The Blue Bedroom and Other Stories (1985) et Flowers in the Rain: And Other Stories (1991).
C'est à partir de la nouvelle Meeting in Paris, qu'est élaboré le scénario de La Douleur des retrouvailles.
Retour en Cornouailles a fait l'objet d'une adaptation télévisée : La Dynastie des Carey-Lewis : Le Grand Retour en 1998.

## Œuvre

### Romans signés Jane Fraser
- Half-Way To The Moon (1949)
- The Brown Fields (1951)
- Dangerous Intruder (1951)
- Young Bar (1952)
- A Day Like Spring (1953)
- Dear Tom (1954)
- Bridge of Corvie (1956)
- A Family Affair (1958)
- The Keeper's House (1963)
- A Long Way from Home (1963)

### Romans signés Rosamunde Pilcher
- A Secret to Tell (1955)
- On My Own (1965)
- Sleeping Tiger (1967) Publié en français sous le titre L'Eau qui dort, Paris, Presses de la Cité, 1995  (ISBN 2-258-00186-2)
- Another View (1969) Publié en français sous le titre La Vie et rien d'autre, Paris, Presses de la Cité, 1995  (ISBN 2-258-00172-2)
- The End of Summer (1971)
- Snow in April (1972) Publié en français sous le titre Neige en avril, Paris, Presses de la Cité, 1996  (ISBN 2-258-00195-1) ; réédition, Paris, Presses de la Cité, coll. « Serena », 2006  (ISBN 2-258-07066-X) ; réédition, Paris, Pocket no 13504, 2007  (ISBN 978-2-266-17784-9)
- The Empty House (1973) Publié en français sous le titre La Maison abandonnée, Paris, Presses de la Cité, 1995  (ISBN 2-258-00191-9) ; réédition, Paris, Presses de la Cité, coll. « Serena », 2006  (ISBN 2-258-07128-3)
- The Day of the Storm (1975) Publié en français sous le titre La Dame au portrait, Paris, Presses de la Cité, 1994  (ISBN 2-258-00170-6)
- Under Gemini (1976)
- Wild Mountain Thyme (1978) Publié en français sous le titre Quand les chardons fleurissent en Écosse, Paris, Éditions de Trévise, 1983  (ISBN 2-86552-023-4)
- The Carousel (1982)
- Voices in Summer (1984)
- The Shell Seekers (1988) Publié en français sous le titre Les Pêcheurs de coquillage, Paris, Belfond, 1990  (ISBN 2-7144-2511-9)  réédition, Paris, J'ai lu, coll. « Roman » no 3106, 1991  (ISBN 2-277-23106-1)
- September (1990) Publié en français sous le titre Septembre, Paris, Belfond, 1992  (ISBN 2-7144-2874-6)  réédition, Paris, J'ai lu, coll. « Roman » no 3446, 1993  (ISBN 2-277-23446-X)
- Coming Home (1995) Publié en français sous le titre Retour en Cornouailles, Paris, Presses de la Cité, 1996  (ISBN 2-258-04146-5) ; réédition, Paris, Pocket no 10341, 1998  (ISBN 2-266-07944-1)
- The Key (1996)
- Shadows (1999)
- Winter Solstice (2000) Publié en français sous le titre Solstice d'hiver, Paris, Presses de la Cité, 2000  (ISBN 2-258-05386-2) ; réédition, Paris, Pocket no 11751, 2003  (ISBN 2-266-12700-4)

### Recueils de nouvelles
- The Blue Bedroom and Other Stories (1985) Publié en français avec le recueil Flowers in the Rain sous le titre Retour au pays, Paris, Presses de la Cité, 1997  (ISBN 2-258-04838-9) ; réédition, Paris, Pocket no 10997, 2000  (ISBN 2-266-10198-6)
- Flowers in the Rain: And Other Stories (1991) Publié en français avec le recueil The Blue Bedroom sous le titre Retour au pays, Paris, Presses de la Cité, 1997  (ISBN 2-258-04838-9) ; réédition, Paris, Pocket no 10997, 2000  (ISBN 2-266-10198-6)
- The Blackberry Day: And Other Stories (1992)
- World of Rosamunde Pilcher (1995)
- Christmas with Rosamunde Pilcher (1998)